# Hot Yoga

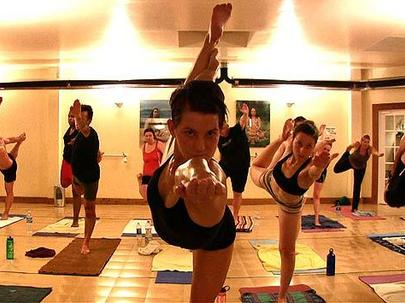
Le Hot Yoga est pratiqué dans une salle chauffée, ce qui entraîne une transpiration abondante. La pose représentée, Daṇḍāyamana Dhanurāsana, est la version du Bikram Yoga de Natarajasana, la pose du danseur.

Le Hot Yoga est une forme de yoga en tant qu'exercice pratiqué dans des conditions chaudes et humides, entraînant une transpiration considérable. Certaines pratiques de hot yoga cherchent à reproduire la chaleur et l'humidité de l'Inde, pays d'origine du yoga. Bikram Choudhury a suggéré que l'environnement chauffé du Bikram Yoga aide à préparer le corps au mouvement et à « éliminer les impuretés ».

## Styles
Le premier style décrit comme étant du Hot Yoga est celui de Bikram Choudhury, qui prétendait l'avoir conçu à partir des techniques traditionnelles du Hatha Yoga, mais qui a ensuite augmenté la température des studios pendant son séjour au Japon pour représenter la chaleur de l'Inde. Le Bikram Yoga en a résulté et est devenu populaire au début des années 1970 après que Choudhury se soit installé aux États-Unis. Le style comprend 24 asanas et deux exercices de respiration, dans une salle chauffée à 41 °C (105 °F). Chaque cours dure 90 minutes et comporte une séquence fixe de mouvements. Le cours se termine par un shavasana (pose du cadavre) de deux minutes. Le Bikram Yoga diffère nettement des autres styles de Hot Yoga, comme le montre le tableau suivant :
| Différences            | Bikram Yoga | Hot Yoga (en général)                                               |
| ---------------------- | --- | ------------------------------------------------------------------- |
| Poses                  | Séquence fixe de 26 postures | Asanas variés en séquences variables                                |
| Température - humidité | 41°C (105°F) - 40% d'humidité | 27-38°C (80-100°F) - humidité variable                              |
| Éclairage              | Lumières vives ; mur de façade en miroir | Tout éclairage, par exemple des bougies ; miroirs facultatifs       |
| Entraînement           | Certifié Bikram | Aucun                                                               |
| Son                    | Pas de musique ; pas d'applaudissement | Musique courante ; applaudissements fréquents à la fin              |
| Interaction            | Les instructeurs n'ajustent pas les étudiants : les étudiants s'ajustent eux-mêmes en utilisant le mur miroir ; les élèves ne peuvent pas parler | Des ajustements peuvent être réalisés ; l'interaction est autorisée |

Le Forrest Yoga est un style développé par Ana T. Forrest, vers 1982. Ce style se concentre sur la tenue des poses pendant une plus longue durée. La répétition de vingt poses spécifiques accentue l'étirement de manière égale de chaque côté du corps.
CorePower Yoga, fondé en 2002, est un style de yoga chaud vigoureux et multidisciplinaire.
Le Baron Baptiste Power Yoga fait chauffer la pièce un peu moins que le Bikram Yoga. Baptiste, qui a appris le yoga auprès de T.K.V. Desikachar et de B.K.S. Iyengar lorsqu'il était enfant, et qui a eu Indra Devi comme marraine, utilise un style Vinyasa (flow), la respiration étant liée aux mouvements, l'accent étant mis sur le regard (Drishti) et l'utilisation d'un verrou, Uddiyana Bandha, pour stabiliser le centre du corps.
Le yoga Moksha, également connu sous le nom de yoga Modo, est basé sur le Bikram Yoga. Le Moksha Yoga a été fondé au Canada en 2004 par Jessica Robertson et Ted Grand, militants des droits de l'homme et de l'environnement.
Le Tribalance Hot Yoga, créé à Schaumburg, dans l'Illinois, par Corey Kelly et Shawnda Falvo en 2007, s'inspire du Bikram et du Yin Yoga ; il ne comporte pas de série fixe d'asanas et met l'accent sur l'aspect méditatif du yoga.
Il existe également différents types de cours de Hot Yoga. Il y a les cours de Hot Yoga Sculpt, Hot Yoga barre, Hot Yin Yoga, Hot 26 & 2 Yoga et Hot Yoga Fushion. Des études ont montré que le yoga peut être un moyen efficace de traiter les symptômes de la dépression.

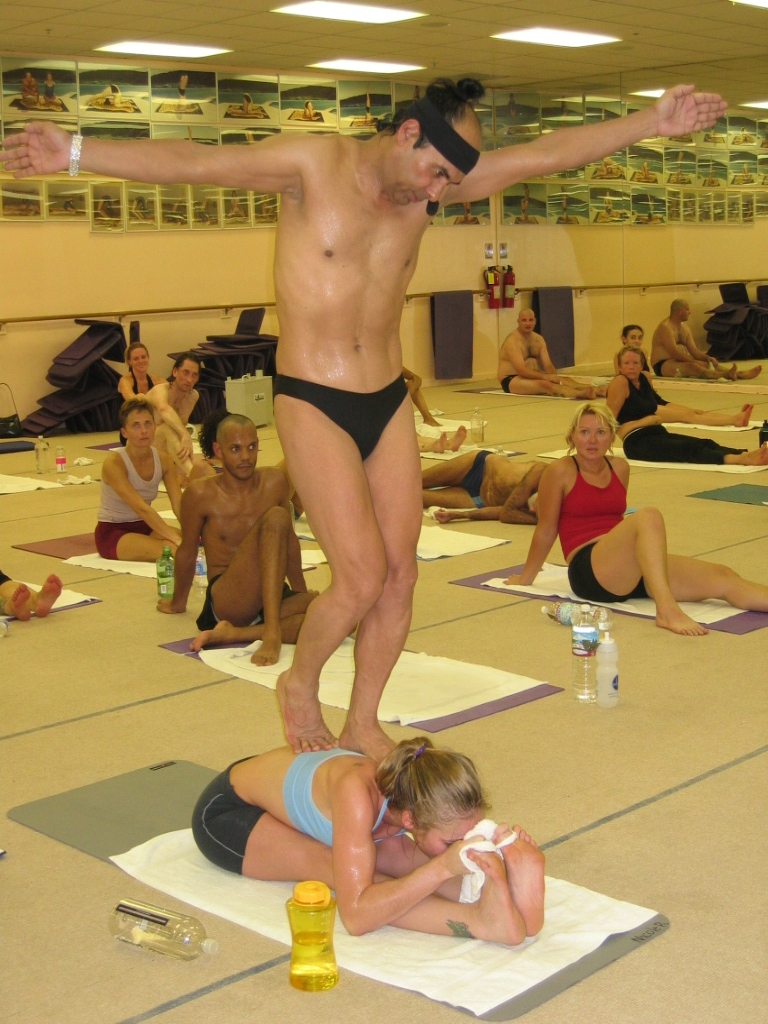
Bikram Choudhury pendant une séance de formation.

## L'émergence du yoga chaud
Si la pratique du yoga chaud est aujourd’hui si populaire, c’est notamment grâce à un professeur de yoga en particulier : Bikram Choudhury. Il est le premier à avoir proposé des séances de yoga dans une salle chauffée à la fin des années 1990, en Californie. Il s’approprie cette pratique, en l’appelant “Yoga Bikram”, qui est constituée d’un enchaînement de vingt-six plus deux positions. Rapidement, ses cours deviennent très populaires et il décide alors d’organiser des camps de neuf semaines au sein d’un hôtel, pour former les futur(e)s professeur(e)s de yoga Bikram. Pendant toute la durée de la formation, les cinq cent yogis étaient confinés dans cet hôtel et pratiquaient le yoga Bikram toute la journée. C’était une période de formation très intensive, qui permettait à tous les participants de bien s'imprégner de cette pratique pour pouvoir l’enseigner correctement plus tard.
C’est lors de ces premiers “camps de formation” que la première communauté de yoga chaud s’est formée. Comme les participants passaient toutes leurs journées entre eux, de véritables liens d’amitié se sont créés autour d’une passion et d’un intérêt commun : le yoga chaud. Bien que le personnage de Bikram Choudhury ait été très problématique, notamment à cause de ses comportements très déplacés à l’égard de certaines de ses élèves, ainsi que du vocabulaire très percutant qu’il utilisait : “Welcome to my class, to kill yourself for the next ninety minutes”, Bikram a su transmettre son savoir, sa passion et sa folie à ses élèves et construire toute une communauté internationale autour de sa pratique et de sa personnalité.

## Expérience
L'écrivain de voyage Elizabeth Gowing, qui a participé à un cours de yoga chaud, a trouvé certaines poses familières, comme la danseuse (Natarajasana) et l'aigle (Garudasana), et d'autres nouvelles, comme l'éléphant et le cactus. Elle a été surprise de constater que la pose du cadavre était adoptée très brièvement mais de manière répétée, et non pas seulement comme une détente à la fin du cours. Elle a trouvé le cours fatigant mais a déclaré que l'élasticité de ses jambes avait augmenté.

## Contre-indication
L'exercice par forte chaleur et humidité est une contre-indication pour les femmes enceintes, car il y a un risque accru d'épuisement, et donc de lésions musculaires et de dommages aux cartilages et aux tissus. Les hormones et le développement du fœtus affectent la pression sanguine, ce qui rend la mère également plus susceptible de s'évanouir et de s'étourdir si elle fait de l'exercice dans un environnement chaud.

## Bénéfices
Un essai non contrôlé d'une durée de 8 semaines a évalué l'efficacité du yoga chaud sur 51 participants en bonne santé âgés de 20 à 54 ans. Les participants avaient des niveaux d'activité physique différents. À la fin de l'essai, on a constaté que de nombreux participants ont vu une réduction des niveaux de stress perçus.